# Opal (Wyoming)
Opal és una població dels Estats Units a l'estat de Wyoming. Segons el cens del 2000 tenia 102 habitants.

## Demografia
Segons el cens del 2000, Opal tenia 102 habitants, 40 habitatges, i 26 famílies. La densitat de població era de 91,6 habitants/km².
Dels 40 habitatges en un 40% hi vivien nens de menys de 18 anys, en un 55% hi vivien parelles casades, en un 7,5% dones solteres, i en un 35% no eren unitats familiars. En el 32,5% dels habitatges hi vivien persones soles el 5% de les quals corresponia a persones de 65 anys o més que vivien soles. El nombre mitjà de persones vivint en cada habitatge era de 2,55 i el nombre mitjà de persones que vivien en cada família era de 3,31.
Per edats la població es repartia de la següent manera: un 33,3% tenia menys de 18 anys, un 3,9% entre 18 i 24, un 32,4% entre 25 i 44, un 24,5% de 45 a 60 i un 5,9% 65 anys o més.
L'edat mediana era de 33 anys. Per cada 100 dones de 18 o més anys hi havia 119,4 homes.
La renda mediana per habitatge era de 38.750 $ i la renda mediana per família de 52.083 $. Els homes tenien una renda mediana de 50.750 $ mentre que les dones 0 $. La renda per capita de la població era de 14.355 $. Cap de les famílies i el 2,2% de la població estaven per davall del llindar de pobresa.

## Poblacions més properes
El següent diagrama mostra les poblacions més properes.